# DDR-Fußball-Bezirksliga 1952/53
Die DDR-Bezirksliga wurde mit der Saison 1952/53 zum 1. Mal ausgetragen und war die höchste Spielklasse eines Bezirks sowie die dritthöchste im Ligasystem auf dem Gebiet des DS. Durch die Verwaltungsreform im Juli 1952 in der DDR wurden 15 Bezirke (inklusive Ost-Berlin) anstelle der Länder gegründet. Daraufhin gab es auch im Fußball Änderungen im Ligasystem, so dass die Bezirksligen die ehemaligen Landesklassen ersetzten.
Der Spielbetrieb der 15 Bezirksligen wurde vom jeweiligen Bezirksfachausschuss (BFA) durchgeführt.
In der Premierensaison wurden alle Bezirksmeister in eingleisigen Ligen ermittelt, die sich für die Aufstiegsrunde in die übergeordnete DDR-Liga qualifizierten. In dieser wurden dann in drei Staffeln zu je fünf Mannschaften die sechs Aufsteiger ermittelt. Den Aufstieg schafften aus der Staffel 1 Fortschritt Hartha und Dynamo Eisleben, aus der Staffel 2 Chemie Jena und Stahl Freital sowie aus der Staffel 3 Motor Hennigsdorf und Chemie Glauchau.

## Bezirksmeister
| Bezirk           | Mannschaft               |
| ---------------- | ------------------------ |
| Rostock          | BSG Einheit Rostock      |
| Schwerin         | BSG Rotation Wittenberge |
| Neubrandenburg   | BSG Lok-Bau Waren        |
| Potsdam          | BSG Motor Hennigsdorf    |
| Ost-Berlin       | BSG Chemie Rüdersdorf    |
| Frankfurt (Oder) | BSG Einheit Seelow       |
| Magdeburg        | BSG Chemie Schönebeck    |
| Halle            | SG Dynamo Eisleben       |
| Leipzig          | BSG Fortschritt Hartha   |
| Cottbus          | BSG Aktivist Senftenberg |
| Dresden          | BSG Stahl Freital        |
| Karl-Marx-Stadt  | BSG Chemie Glauchau      |
| Erfurt           | BSG Aktivist Bleicherode |
| Gera             | BSG Chemie Jena          |
| Suhl             | BSG Empor Ilmenau        |

## Aufstiegsrunde zur DDR-Liga
Die sechs Aufsteiger wurden in einer Aufstiegsrunde in drei Staffeln ausgespielt, wobei sich die beiden Erstplatzierter jeder Staffel für die DDR-Liga qualifizierten, sofern sie mehr Punkte als der Drittplatzierte aufwiesen. Bei Punktgleichheit des Zweit- und Drittplatzierten einer Staffel erfolgte ein Entscheidungsspiel auf einem neutralen Platz, dessen Sieger in die DDR-Liga aufstieg.

### Staffel 1
In der Staffel 1 spielten die Vertreter aus den Bezirken Schwerin, Neubrandenburg, Ost-Berlin, Halle und Leipzig.

Abschlusstabelle
| Pl. | Mannschaft               | Sp. | S | U | N | Tore    | Quote | Punkte |
| --- | ------------------------ | --- | - | - | - | ------- | ----- | ------ |
| 1.  | BSG Fortschritt Hartha   | 8   | 5 | 3 | 0 | 019:300 | 6,33  | 13:30  |
| 2.  | SG Dynamo Eisleben       | 8   | 4 | 3 | 1 | 021:800 | 2,63  | 11:50  |
| 3.  | BSG Rotation Wittenberge | 8   | 4 | 0 | 4 | 013:240 | 0,54  | 08:80  |
| 4.  | BSG Chemie Rüdersdorf    | 8   | 2 | 2 | 4 | 012:170 | 0,71  | 06:10  |
| 5.  | BSG Lok-Bau Waren        | 8   | 1 | 0 | 7 | 012:250 | 0,48  | 02:14  |

Kreuztabelle

Die Kreuztabelle stellt die Ergebnisse aller Spiele dieser Aufstiegsrunde dar. Die Heimmannschaft ist in der linken Spalte aufgelistet und die Gastmannschaft in der obersten Reihe.
| Staffel 1 26. April 1953 – 12. Juli 1953 | Staffel 1 26. April 1953 – 12. Juli 1953 | BSG Fortschritt Hartha | SG Dynamo Eisleben | BSG Rotation Wittenberge | BSG Chemie Rüdersdorf | BSG Lok-Bau Waren |
| ---------------------------------------- | ---------------------------------------- | ---------------------- | ------------------ | ------------------------ | --------------------- | ----------------- |
| 1.                                       | BSG Fortschritt Hartha                   |                        | 0:0                | 3:1                      | 4:0                   | 3:0               |
| 2.                                       | SG Dynamo Eisleben                       | 2:1                    |                    | 8:0                      | 2:2                   | 2:1               |
| 3.                                       | BSG Rotation Wittenberge                 | 0:4                    | 2:1                |                          | 2:1                   | 4:2               |
| 4.                                       | BSG Chemie Rüdersdorf                    | 0:0                    | 1:3                | 3:1                      |                       | 4:3               |
| 5.                                       | BSG Lok-Bau Waren                        | 1:4                    | 1:4                | 2:3                      | 1:2                   |                   |

### Staffel 2
In der Staffel 2 spielten die Vertreter aus den Bezirken Frankfurt (Oder), Cottbus, Dresden, Gera und Suhl.

Abschlusstabelle
| Pl. | Mannschaft               | Sp. | S | U | N | Tore    | Quote | Punkte |
| --- | ------------------------ | --- | - | - | - | ------- | ----- | ------ |
| 1.  | BSG Chemie Jena          | 8   | 5 | 2 | 1 | 015:900 | 1,67  | 12:40  |
| 2.  | BSG Stahl Freital        | 8   | 5 | 0 | 3 | 025:130 | 1,92  | 10:60  |
| 3.  | BSG Einheit Seelow       | 8   | 3 | 1 | 4 | 028:240 | 1,17  | 07:90  |
| 4.  | BSG Aktivist Senftenberg | 8   | 2 | 2 | 4 | 016:260 | 0,62  | 06:10  |
| 5.  | BSG Empor Ilmenau        | 8   | 2 | 1 | 5 | 019:310 | 0,61  | 05:11  |

Kreuztabelle

Die Kreuztabelle stellt die Ergebnisse aller Spiele dieser Aufstiegsrunde dar. Die Heimmannschaft ist in der linken Spalte aufgelistet und die Gastmannschaft in der obersten Reihe.
| Staffel 2 26. April 1953 – 12. Juli 1953 | Staffel 2 26. April 1953 – 12. Juli 1953 | BSG Chemie Jena | BSG Stahl Freital | BSG Einheit Seelow | BSG Aktivist Senftenberg | BSG Empor Ilmenau |
| ---------------------------------------- | ---------------------------------------- | --------------- | ----------------- | ------------------ | ------------------------ | ----------------- |
| 1.                                       | BSG Chemie Jena                          |                 | 1:0               | 2:2                | 1:1                      | 3:0               |
| 2.                                       | BSG Stahl Freital                        | 2:1             |                   | 4:1                | 4:2                      | 9:0               |
| 3.                                       | BSG Einheit Seelow                       | 1:2             | 5:2               |                    | 7:0                      | 9:4               |
| 4.                                       | BSG Aktivist Senftenberg                 | 2:3             | 2:1               | 5:2                |                          | 3:3               |
| 5.                                       | BSG Empor Ilmenau                        | 1:2             | 1:3               | 5:1                | 5:1                      |                   |

### Staffel 3
In der Staffel 3 spielten die Vertreter aus den Bezirken Rostock, Potsdam, Magdeburg, Karl-Marx-Stadt und Erfurt.

Abschlusstabelle
| Pl. | Mannschaft               | Sp. | S | U | N | Tore    | Quote | Punkte |
| --- | ------------------------ | --- | - | - | - | ------- | ----- | ------ |
| 1.  | BSG Motor Hennigsdorf    | 8   | 5 | 1 | 2 | 013:800 | 1,63  | 11:50  |
| 2.  | BSG Chemie Schönebeck    | 8   | 4 | 0 | 4 | 016:120 | 1,33  | 08:80  |
| 3.  | BSG Chemie Glauchau      | 8   | 3 | 2 | 3 | 014:140 | 1,00  | 08:80  |
| 4.  | BSG Aktivist Bleicherode | 8   | 2 | 3 | 3 | 013:150 | 0,87  | 07:90  |
| 5.  | BSG Einheit Rostock      | 8   | 2 | 2 | 4 | 010:170 | 0,59  | 06:10  |

Kreuztabelle

Die Kreuztabelle stellt die Ergebnisse aller Spiele dieser Aufstiegsrunde dar. Die Heimmannschaft ist in der linken Spalte aufgelistet und die Gastmannschaft in der obersten Reihe.
| Staffel 3 26. April 1953 – 6. September 1953 | Staffel 3 26. April 1953 – 6. September 1953 | BSG Motor Hennigsdorf | BSG Chemie Schönebeck | BSG Chemie Glauchau | BSG Aktivist Bleicherode | BSG Einheit Rostock |
| -------------------------------------------- | -------------------------------------------- | --------------------- | --------------------- | ------------------- | ------------------------ | ------------------- |
| 1.                                           | BSG Motor Hennigsdorf                        |                       | 2:0                   | 1:0                 | 3:1                      | 2:1                 |
| 2.                                           | BSG Chemie Schönebeck                        | 0:2                   |                       | 3:1                 | 3:1                      | 2:3                 |
| 3.                                           | BSG Chemie Glauchau                          | 2:1                   | 3:1                   |                     | 2:2                      | 1:1                 |
| 4.                                           | BSG Aktivist Bleicherode                     | 2:2                   | 3:1                   | 1:2                 |                          | 3:2                 |
| 5.                                           | BSG Einheit Rostock                          | 2:0                   | 1:4                   | 0:5                 | 0:0                      |                     |

Entscheidungsspiel um den zweiten Platz
| Datum                  |                       | Ergebnis |                     | Spielort   |
| ---------------------- | --------------------- | -------- | ------------------- | ---------- |
| Sa 12.09. um 16:00 Uhr | BSG Chemie Schönebeck | 0:3      | BSG Chemie Glauchau | Nordhausen |